# Lac Kamemenatikoskak
Lac Kamemenatikoskak är en sjö i Kanada.   Den ligger i regionen Mauricie och provinsen Québec, i den sydöstra delen av landet, 400 km norr om huvudstaden Ottawa. Lac Kamemenatikoskak ligger 408 meter över havet. Arean är 1,1 kvadratkilometer. Den sträcker sig 1,4 kilometer i nord-sydlig riktning, och 1,8 kilometer i öst-västlig riktning.
Trakten runt Lac Kamemenatikoskak är nära nog obefolkad, med mindre än två invånare per kvadratkilometer.